# Nepos
Nepos – wieś w Rumunii, w okręgu Bistrița-Năsăud, w gminie Feldru. W 2011 roku liczyła 1909 mieszkańców.